# Peter Nyrén
Peter Nyrén är en svensk TV-producent och (f.d.) TV-chef.
Nyrén har en bakgrund på TV4 och Jarowskij, där han var delägare 1995–2000. År 2005 kom han till SVT Fiktion där han var chef för programutveckling. Den 1 januari 2006 efterträdde han Hans Rosenfeldt som programchef för underhållning inom SVT Fiktion. År 2008 lämnade han SVT för att arbeta med ett eget produktionsbolag. I slutet av 2008 kom han tillbaka till Jarowskij för att bli humoransvarig där.
Sedermera blev han programbeställare för fakta och dokumentärserier inom SVT. I augusti 2016 utökades hans ansvarsområden till att gälla drama, underhållning, fakta och fritid. Nyrén lämnade SVT under år 2020.